# Humphry Jeroe
Humphry Jeroe is een Surinaams bestuurder. Hij is voorzitter van het Comité Slachtoffers en Nabestaanden van Politiek Geweld en van 2019 tot 2020 districtscommissaris van het bestuursressort Boven-Suriname.

## Biografie
Jeroe komt uit Pokigron en is lid van de Volle Evangeliegemeente. In 2012 was hij schoolleider van de O.S. I Flora.
Hij is sinds de oprichting in 2016 voorzitter van het Comité Slachtoffers en Nabestaanden van Politiek Geweld. Doordat dat comité tegen de voortzetting van het Decembermoorden-proces is, installeerde bisschop Karel Choennie in 2017 een eigen adviescommissie, om te kunnen bijstaan bij zijn hulp aan de president om te "bouwen aan een vreedzamer Suriname na het proces.” Ook is er een kritische houding van Sunil Oemrawsingh, een neef van de vermoorde Sugrim Oemrawsingh en voorzitter van de Stichting 8 december 1982. Volgens Oemrawsingh strooit het comité van Jeroe de slachtoffers zout in de wonden. Kritiek uit andere hoek kwam van Ronnie Brunswijk, oud-leider van het Junglecommando (JC) en voorzitter van de ABOP, omdat het comité onterecht de dood van Barabas bij het JC zou hebben gelegd. Volgens Brunswijk zouden Jeroe en het comité feiten verdraaien.
In oktober 2018 werd Jeroe aangetrokken als districtscommissaris van het bestuursressort Boven-Suriname. Hij nam het roer hier over van Yvonne Pinas, die hiervoor veertien maanden lang in deze functie had waargenomen. Tijdens de coronacrisis in Suriname was Jeroe een van de dc's die besmet raakten met het coronavirus. Hij werd in 2020 opgevolgd door Frits Dinge.